# Enrique Villalón
Enrique Andrés Villalón Ruiz (Osorno, 4 de enero de 2001) es un karateca chileno.
Estudió hasta primero medio en el Osorno College de su ciudad natal, y los últimos años de enseñanza media los concluyó en el Saint Thomas College.
Comenzó a practicar karate a los seis años de edad en Osorno, para después trasladarse de dojo a Puerto Montt, así teniendo que viajar diariamente para llevar a cabo los entrenamientos.
Participó en los Juegos Bolivarianos de 2022. Obtuvo medalla de oro en la categoría kumite -60kg del Campeonato Panamericano de Karate realizado en mayo de 2023 en San José, Costa Rica. En los Juegos Panamericanos de 2023, consiguió la medalla de oro en su categoría tras vencer al cubano Brayan Díaz.
Además de su dedicación al karate, Villalón estudia Estudios Internacionales en la Universidad de Chile.